# Przyjazność dla rowerów

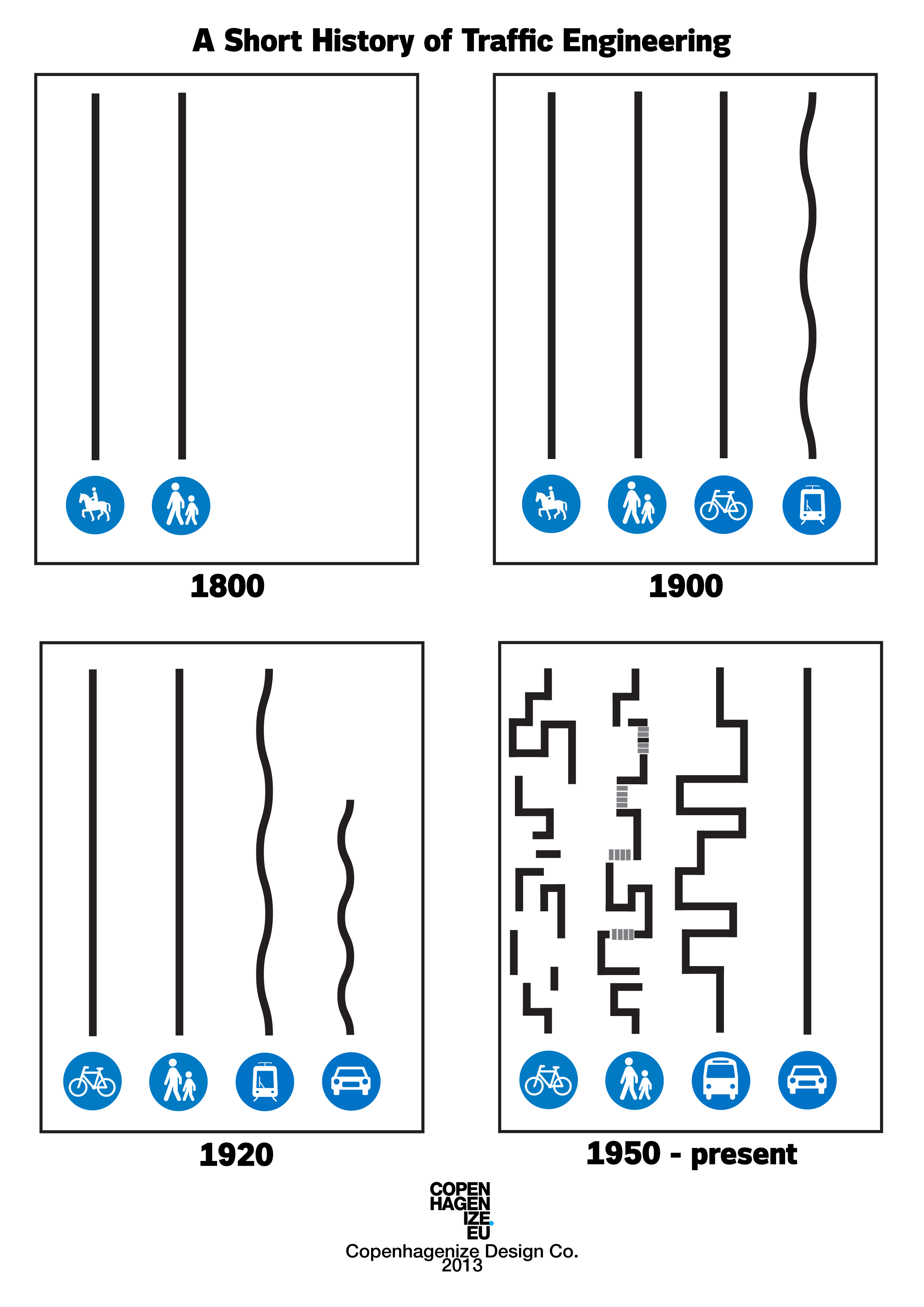
Plakat rzecznictwa Copenhagenize obrazujący sposób dyskryminacji rowerzystów.

Przyjazność dla rowerzystów / Przyjazność dla rowerów – zasady i praktyki  pomagające osobom poruszającym się na rowerze czuć się bardziej komfortowo podczas podróżowania, szczególnie wraz z innym ruchem drogowym lub na przecięciu ruchu drogowego; Obejmuje wiele czynników, w tym planowanie urbanistyczne i decyzje dotyczące infrastruktury rowerowej. Piętno wobec osób jeżdżących na rowerze i strach przed jazdą na rowerze to konstrukt społeczny, który należy w pełni zrozumieć, promując kulturę przyjazną rowerom.
Liga Amerykańskich Rowerzystów (LAR) wyznaczyła zestaw pięciu kryteriów do oceny przyjazności miasta dla rowerów. Kryteria te są sklasyfikowane w nagłówkach: inżynieria, zachęty, ocena i planowanie, edukacja, egzekwowanie. LAR prowadzi program Bike Friendly America zapewniając zwolennikom i twórcom mapę i praktyczną pomoc w budowaniu miejsc bardziej przyjaznych dla osób jeżdżących na rowerze.  
Duński konsultant ds. projektowania urbanistycznego, Jan Gehl, odegrał kluczową rolę w promocji i wdrażaniu tej polityki Copenhagenize w Kopenhadze,  według której planowanie i projektowanie urbanistyczne koncentruje się na uczynieniu miasta bardziej dostępnym dla rowerzystów i 

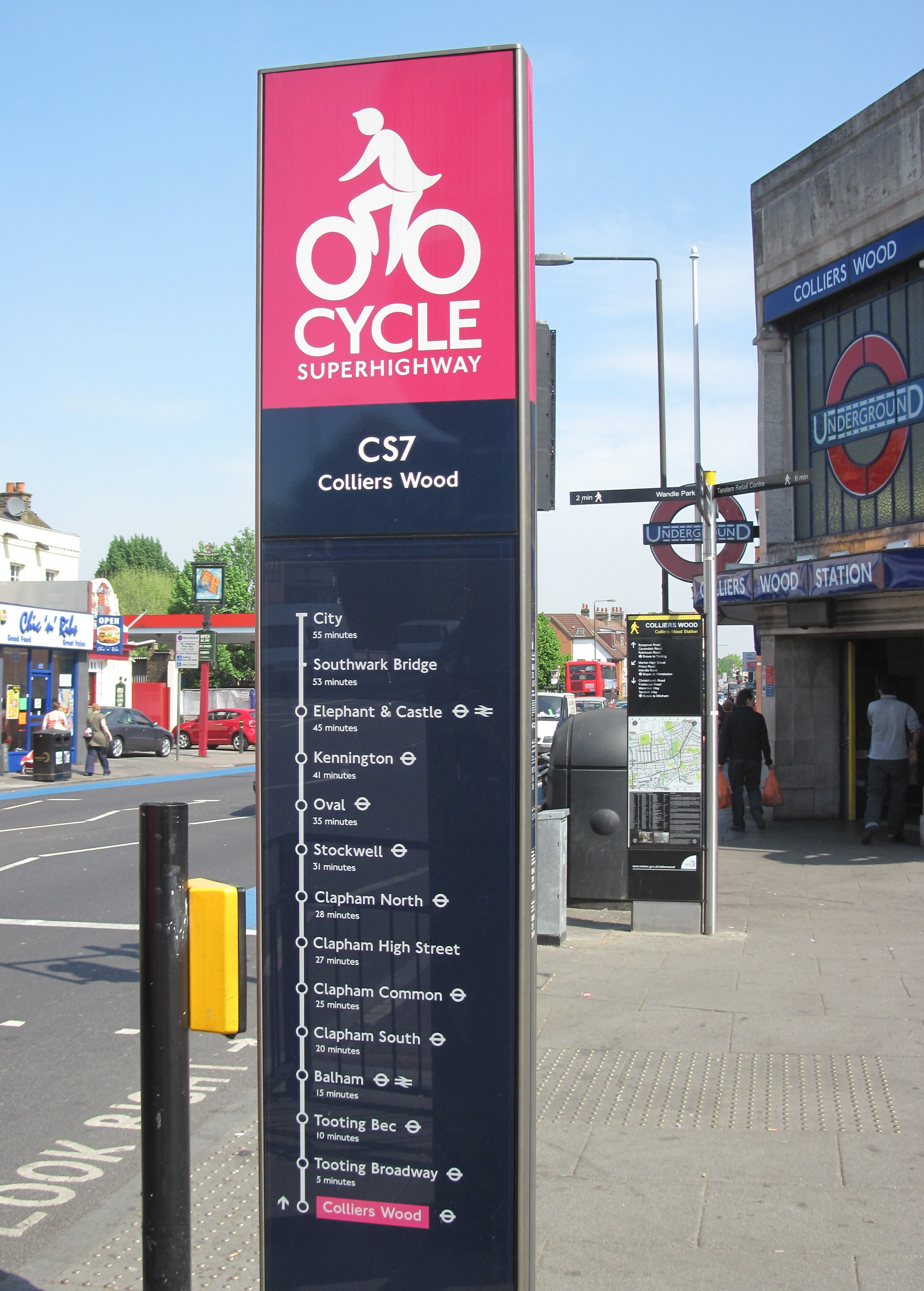
Punkt początkowy trasy Superhighway CS7 na stacji metra Colliers Wood w Londynie w Wielkiej Brytanii

pieszych oraz mniej zależnym od samochodu. Duński konsultant ds. Projektowania urbanistycznego Mikael Colville-Andersen ukuł i spopularyzował ten termin w tym znaczeniu wśród szerszej publiczności, począwszy od 2007 roku na blogu Copenhagenize.com, który 

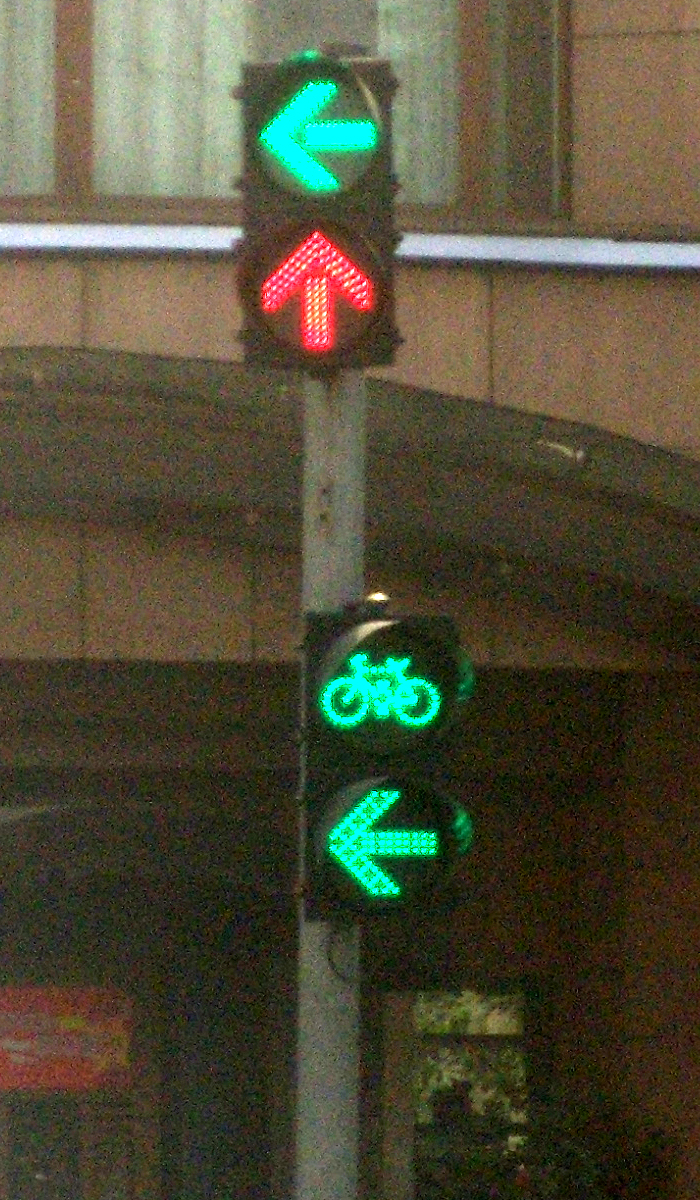
Sygnały dla rowerzystów w Chinach

podkreśla, jak rower może być ważnym narzędziem w tworzeniu miast przyjaznych życiu. Od tego czasu termin ten rozprzestrzenił się na Wielką Brytanię, Europę i inne miejsca na świecie. Blog Copenhagenize.com zainspirował powstanie innych blogów o tej samej tematyce dla miast takich jak Amsterdam, Portland, Lizbona, Hamburg i Monachium.
Na podstawie tego terminu powstała ocena przyjazności miast dla rowerzystów nazywana Copenhagenize-Index. W rankingu tym w 2019 roku, Kopenhaga ma współczynnik na poziomie 90%, Amsterdam 89% a Utrecht 88%. 
Inny współczynnik Global Bibycle Cities Index ocenia miasta pod względem 16 czynników. W tym zestawieniu z 2022 roku 3 pierwsze miejsca zajmują kolejno: Utrecht, Munster, Antwerpia, a na kolejnych miejscach Kopenhaga i Amsterdam. Wśród polskich miast Warszawa zajęła 59 miejsce, a Kraków 68.